# Cosmos 2553
Cosmos 2553 è un satellite militare russo lanciato il 5 febbraio 2022. Si trova ad un'altezza di circa 2000 km, che rappresenta il limite tra orbita terrestre bassa e orbita terrestre media.
Ufficialmente lo scopo della missione è di testare alcuni strumenti di bordo in presenza di radiazioni ionizzanti e particelle cariche. Tuttavia il Dipartimento di Stato degli Stati Uniti d'America ritiene invece che Cosmos 2553 faccia parte di un sistema antisatellite nucleare che la Russia starebbe sviluppando con lo scopo di rendere inutilizzabili i satelliti in specifiche regioni dell'orbita terrestre bassa mediante esplosioni nucleari in orbita.
Nonostante Cosmos 2553 si trovi in una fascia orbitale dove non vi sono altri satelliti operativi, un'esplosione nucleare in quest'orbita provocherebbe un impulso elettromagnetico che causerebbe un aumento della radiazione tale da danneggiare i satelliti situati nelle orbite limitrofe e rendere inutilizzabile la regione orbitale circostante.
Diverse osservazioni condotte tra il novembre 2024 e l'aprile 2025 hanno tuttavia mostrato che Cosmos 2553 sta ruotando in maniera incontrollata. Si ritiene pertanto che il satellite non sia più operativo.